# Poecilostachys tsaratananensis
Poecilostachys tsaratananensis är en gräsart som beskrevs av Aimée Antoinette Camus. Poecilostachys tsaratananensis ingår i släktet Poecilostachys och familjen gräs. Inga underarter finns listade i Catalogue of Life.